# Flugplatz Schwandorf

i7
i11
i13
Der Flugplatz Schwandorf (ICAO-Code: EDPF) ist ein Sonderlandeplatz im oberpfälzer Landkreis Schwandorf. Er befindet sich im Eigentum der Stadt Schwandorf und wird vom Flugsportclub Schwandorf e. V. betrieben.

## Geografie
Der Flugplatz liegt sechs Kilometer östlich des historischen Ortskernes von Schwandorf und drei Kilometer nördlich von Wackersdorf auf einer Höhe von 384 bis 391 m ü. NN.
Naturräumlich befindet er sich im Oberpfälzer Seenland nördlich des Steinbergersees, südwestlich des Murnersees und westlich des Brückl- und Ausees. Östlich steigt das Gelände zum Oberpfälzer Wald hin auf, südlich zur Bodenwöhrer Bucht und westlich erstreckt sich das Naabtal. 35 km östlich verläuft die Staatsgrenze zu Tschechien.

## Geschichte
Der Flugplatz Schwandorf diente in den letzten Monaten des Zweiten Weltkriegs als Einsatzflugplatz. Die von Messerschmitt gefertigten Bf 109 Jagdflugzeuge waren dort stationiert. Ab 1945 war den Deutschen das Fliegen durch die alliierte Besatzungsmacht zunächst verboten. Nach der Aufhebung des Flugverbotes 1952 durften wieder Segelflugzeuge starten. Der Platz konnte jedoch für Starts zunächst nicht mehr genutzt werden, da er teilweise aufgeforstet worden war. In den Jahren 1959/60 erfolgte eine Rodung des ehemaligen Militärflugplatzes. Seit dem Jahre 1960 findet wieder ein regelmäßiger Flugbetrieb statt.

## Flugplatz und Ausstattung
Der Flugplatz ist ein Sonderlandeplatz für Luftfahrzeuge aller Art bis 2000 kg Höchstabfluggewicht (MTOW), Hubschrauber bis 3000 kg und hat keine geregelten Betriebszeiten. Flugbetrieb ist an jedem Wochenende und an Feiertagen ab 9:00 Uhr bis Sonnenuntergang, sofern es die Wetterbedingungen zulassen. Eine Landung ist nur nach vorheriger Anmeldung möglich (PPR). Der Platz führt den ICAO-Code EDPF.
Es bestehen ein Mehrzweckgebäude mit ebenerdigem Flugleitstand (Frequenz 121,205 MHz), Hangar und Vereinsheim sowie eine Windenstarteinrichtung. Die Platzrunde befindet sich nördlich des Platzes auf 2200 ft.
Die Graspiste hat eine Länge von 840 m, Breite von 30 m und eine Drainage.

## Zwischenfälle
- Am 2. Mai 2003 kam ein Flugzeug vom Typ Forney 415D beim Start auf EDPF nicht rechtzeitig auf Höhe und streifte Baumwipfel. Das Fluggerät stürzte ab und wurde zerstört, wobei der Pilot schwer verletzt wurde.[3]:2

## Verkehr
- Der Flugplatz ist über die Kreisstraßen SAD 9 und SAD 19 mit der Bundesstraße 85 und der Bundesautobahn 93 verbunden.
- Der ÖPNV bedient den Flugplatz nicht direkt. In Schwandorf bestehen Zustiegsmöglichkeiten zu mehreren Bahnlinien und in Wackersdorf zu den Buslinien 105 und 106.

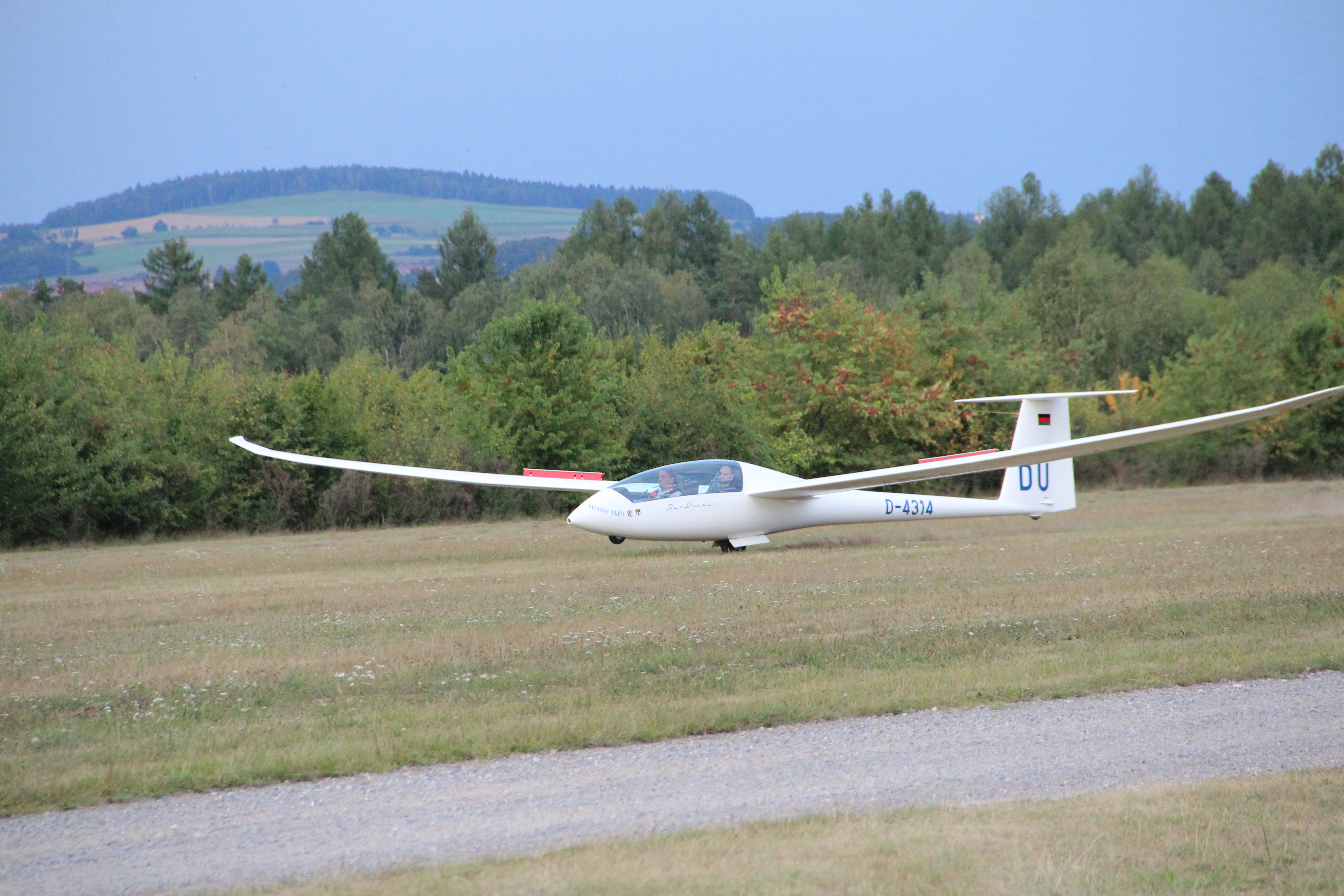
Flugplatz Schwandorf (2012)
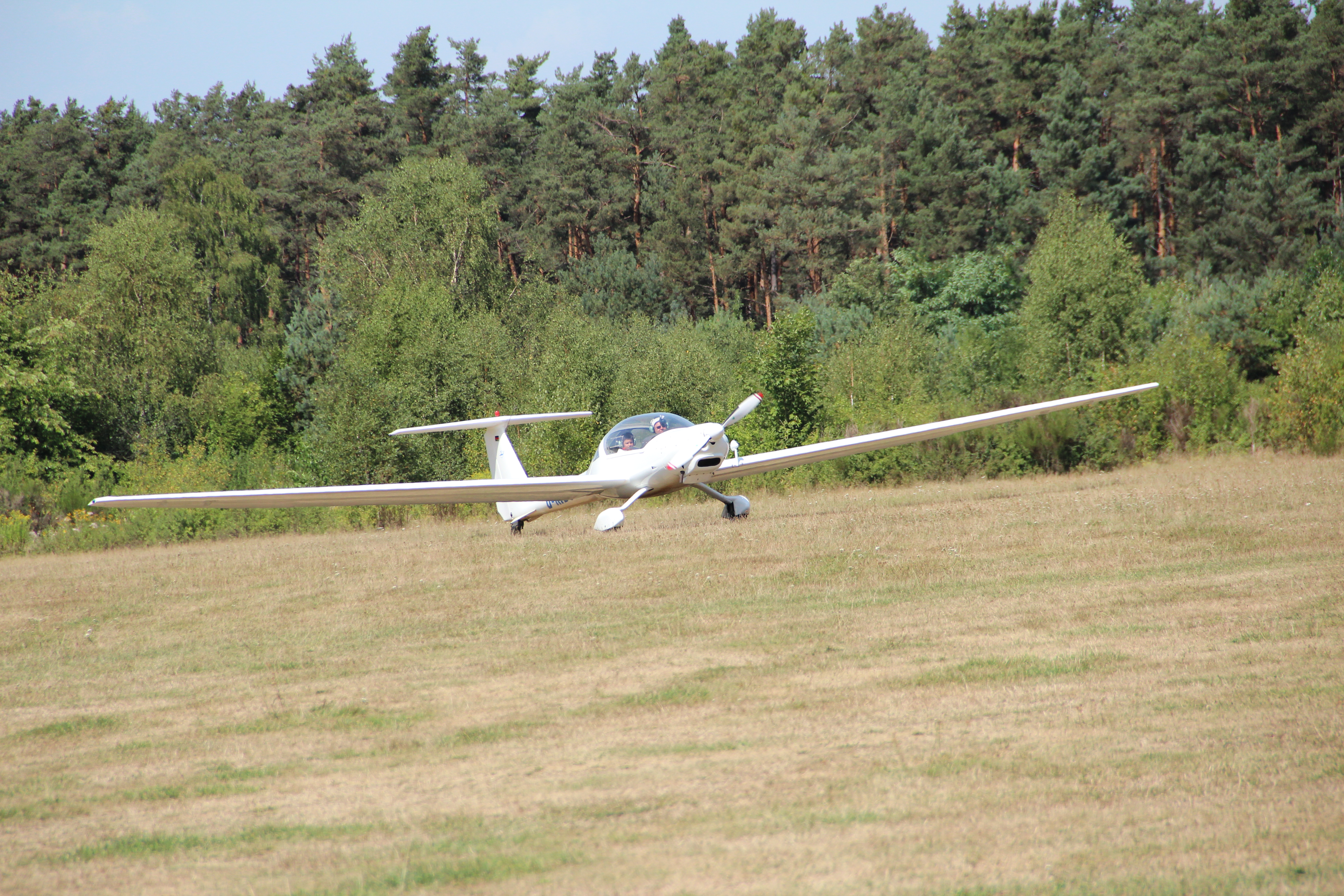
(2012)
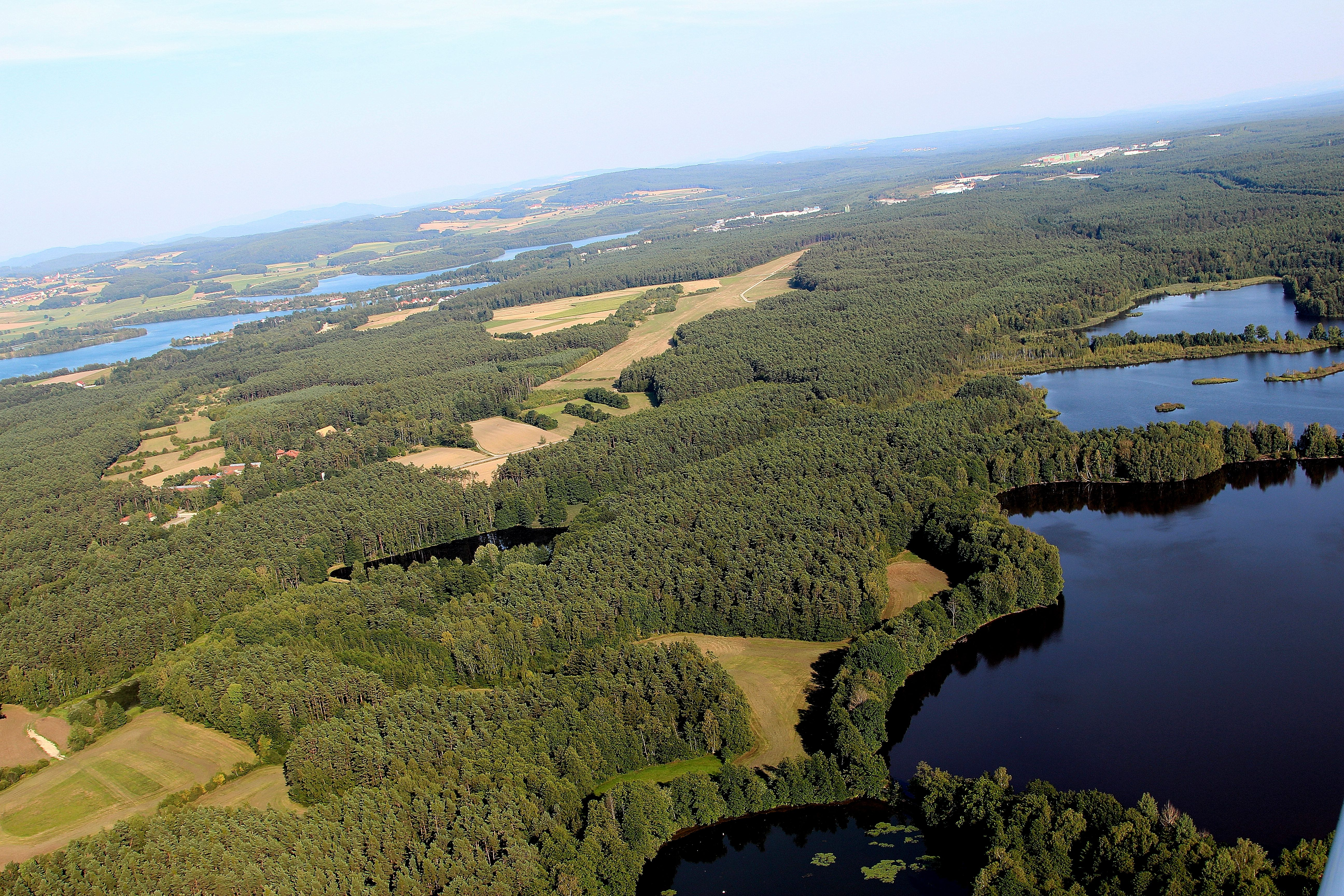
Flugplatz Schwandorf (2013)
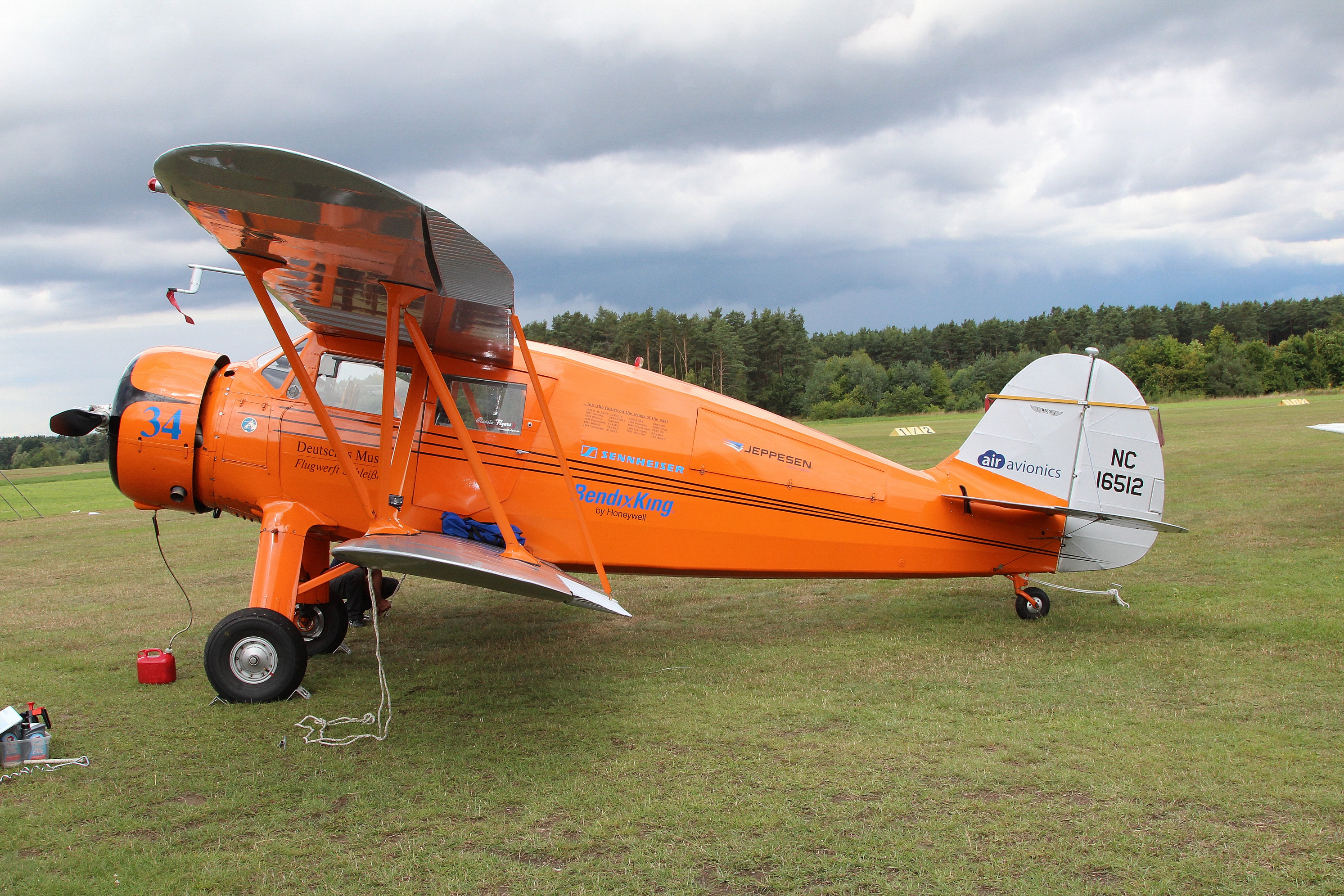
Flugplatzfest (2014)
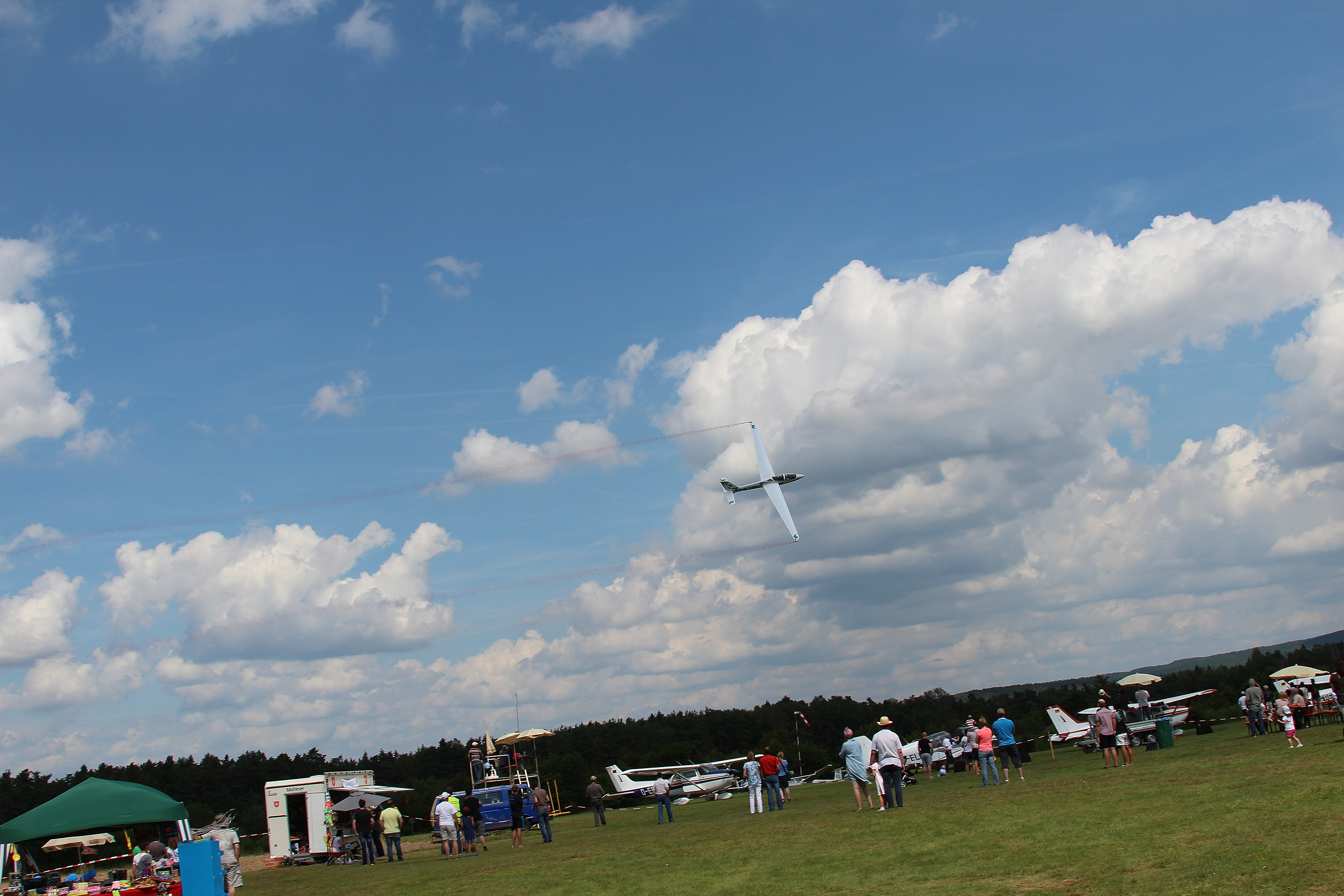
Flugplatzfest (2016)
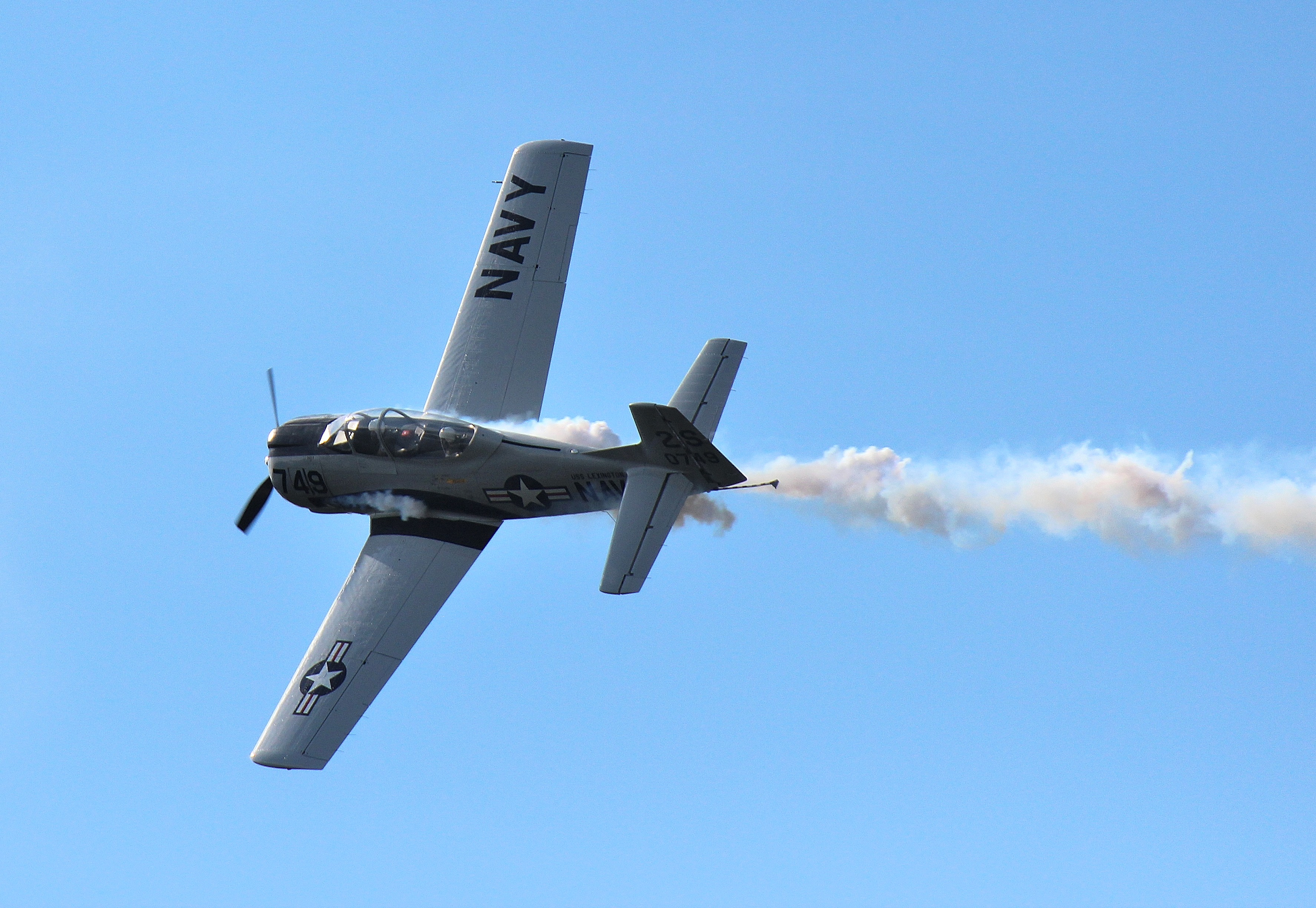
Flugplatzfest (2016)